# August von der Schulenburg
August Christian Friedrich Graf von der Schulenburg, auch von Schulenburg (* 23. März 1754 in Bleckede; † 22. August 1833 in Mirow) war ein mecklenburg-strelitzischer Kammerherr und Legationsrat. Seine Bibliothek bildete den Grundstock der Landesbücherei von Mecklenburg-Strelitz in Neustrelitz.

## Leben
August von der Schulenburg entstammte dem Haus Hehlen der weißen Linie des niedersächsischen Adelsgeschlechts von der Schulenburg; er war das zweite Kind und ältester Sohn des Obersten Christian Hieronymus Adolph von der Schulenburg (1717–1773) und dessen Frau Sophie Charlotte, geborene Freiin von Bülow († 1778).
Von 1769 bis 1773 war er Zögling der Ritterakademie in Lüneburg. Anders als die meisten anderen männlichen Familienangehörigen schlug er nicht die Offizierslaufbahn ein, sondern widmete sich dem Studium der Wissenschaften, insbesondere der Geschichte und Geografie an der Universität Göttingen. Um 1780 trat er in die Dienste des Herzogtums Mecklenburg-Strelitz und wurde Kammerherr und Geheimer Legationsrat.
Er war als Erbe des mecklenburgischen Teils des Hehlenschen Fideikommisses Majoratsherr auf Groß Krankow mit Petersdorf, Köchelsdorff und Tressow (heute Ortsteile von Bobitz), das sich jedoch seit 1771 in Konkurs-Administration befand und Gegenstand eines langwierigen Rechtsstreits vor dem Reichskammergericht war. So sah er sich 1796 gezwungen, seine Sukzessionsrechte gegen eine Leibrente an die Hauptgläubiger August Friedrich von Lowtzow (1749–1820) und von Hammerstein abzutreten. Seine Befugnis dazu wurde allerdings von seinen Verwandten gerichtlich angefochten.
Im selben Jahr 1796 erwarb Herzog Karl II. seine umfangreiche Bibliothek für das Schloss Neustrelitz und bestimmte sie zusammen mit seiner Privatbibliothek zum Grundstock einer öffentlich zugänglichen (Landes-)Bibliothek. Schulenburg blieb noch bis 1805 als Oberaufseher der Bibliothek in Neustrelitz. Ab 1800 war er Herausgeber des Herzoglich Mecklenburg-Strelitzschen Staatskalenders. 1805/06 lebte er in Itzehoe, dann in Kopenhagen bei seinem Bruder, dem General in dänischen Diensten Georg Ludwig von der Schulenburg (1755–1828). Später kehrte er nach Mecklenburg-Strelitz zurück und verlebte seinen Lebensabend in Mirow. 1831 publizierte er seine Korrespondenz mit dem Leipziger Buchhändler und Verleger Paul Gotthelf Kummer.
Er blieb unverheiratet. Erbe von Groß Krankow, das 1822 durch einen Vergleich aus der Konkurs-Administration wieder an die Familie gekommen war, wurde sein Neffe, der dänische Rittmeister Carl Otto Friedrich von der Schulenburg (1801–1847). Wegen der notwendigen Schuldenregulierung konnte er das Gut jedoch erst im November 1843 übernehmen.

## Werke
- Portefeuille des honnêttes gens, ou pensées morales. Berlin: Meurer 1796 (Sammlung von Maximen seines Urgroßonkels Matthias Johann von der Schulenburg)

Digitalisat, SLUB Dresden
- Briefwechsel zwischen dem Grafen von Schulenburg, Kammerherrn in Mirow im Großherzogthum Mecklenburg-Strelitz, und dem Buchhändler K. 1831